# 莉蓮鎮區 (內布拉斯加州卡斯特縣)
莉蓮鎮區（英語：Lillian Township）是位於美國內布拉斯加州卡斯特縣的一個行政鎮區。

## 地方資料
莉蓮鎮區的面積為201.03平方千米，當中陸地面積為200.92平方千米，而水域面積為0.11平方千米。根據2020年美國人口普查的數據，當地共有人口130人，而人口密度為每平方千米0.65人。